# Manuel Velázquez
Manuel Velázquez Villaverde (Madrid, 24 januari 1943 – Fuengirola, 15 januari 2016) was een Spaans voetballer. Velázquez werd met Real Madrid zes keer landskampioen en won in 1966 de Europacup I met de club. Velázquez was een middenvelder.

## Biografie

### Clubcarrière
Velázquez werd geboren in Madrid en sloot zich op vijftienjarige leeftijd aan bij Real Madrid. In het seizoen 1962-63 werd hij uitgeleend aan Rayo Vallecano en de twee daaropvolgende seizoenen aan CD Málaga, waarmee hij in 1965 de promotie naar de Primera División afdwong. Velázquez promoveerde echter niet mee en keerde in 1965 terug naar Real Madrid. Daar werd hij een belangrijke pion in het middenveld van Real Madrid, dat in de jaren zestig de Primera División domineerde. Velázquez speelde uiteindelijk twaalf seizoenen voor Real Madrid, waarin hij 402 wedstrijden speelde en waarin hij 59 keer tot scoren kwam. Velázquez werd zes keer landskampioen met Real Madrid, won drie keer de Copa del Rey en eenmaal de Europacup I.
Velázquez sloot zijn carrière in 1978 af bij Toronto Metros-Croatia in de North American Soccer League.

### Interlandcarrière
Velázquez kwam tussen 1967 en 1975 tien keer uit voor Spanje. Hij maakte zijn debuut op 1 februari 1967 tegen Turkije, zijn laatste interland was op 17 april 1975 tegen Roemenië. Hij maakte twee interlanddoelpunten.

### Overlijden
Velázquez overleed op 15 januari 2016 op 72-jarige leeftijd in Fuengirola.

## Erelijst
| Kampioen Primera División | 6x | 1966/67, 1967/68, 1968/69, 1971/72, 1974/75, 1975/76 |
| Copa del Rey              | 3x | 1969/70, 1973/74, 1974/75                            |
| Europacup I               | 1x | 1965/66                                              |